# Himmelpfortgrund
| Rossau | Rossau |
| ------ | ------ |
| Wappen | Karte  |
|        |        |

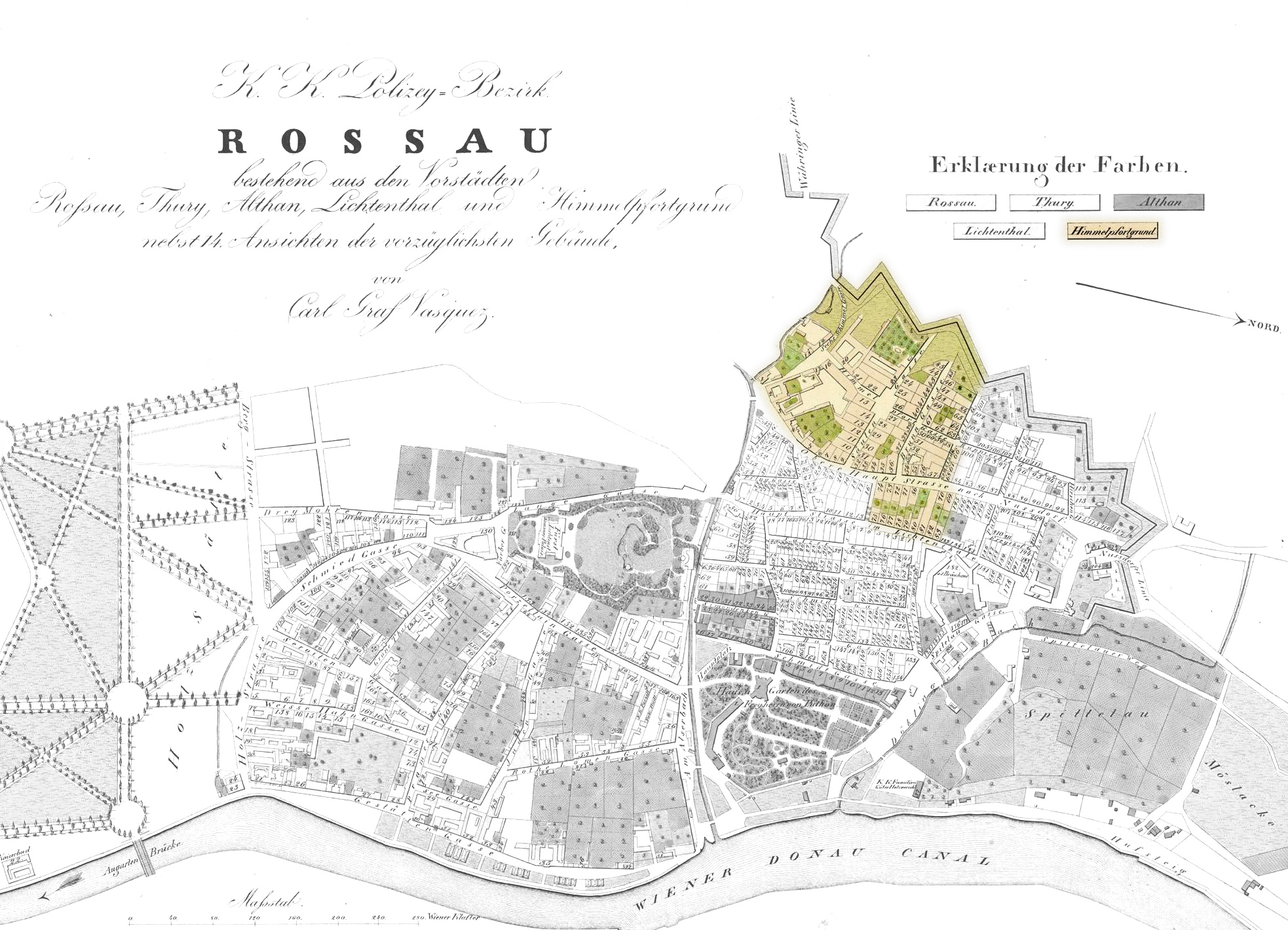
Himmelpfortgrund um 1830

Der Himmelpfortgrund war bis 1850 eine eigenständige Gemeinde (Vorstadt) und ist heute ein Stadtteil Wiens im 9. Wiener Gemeindebezirk Alsergrund. Der Himmelpfortgrund grenzte an Lichtental, den Thurygrund, Michelbeuern sowie den Währinger und Nußdorfer Linienwall.
Der Name Himmelpfortgrund leitet sich vom Himmelpfortkloster ab, dem die frühere Besitzerin der Herrschaft Pötzleinsdorf, Jakobine Pestlautz (geborene von Landtsperger), laut Testament vom 10. Juli 1638 der Errichtung des Linienwalls ein Teil des Herrschaftsgebiets abtrennte, doch hat sich die Bezeichnung Sporkenbühel noch einige Zeit erhalten. Im September 1783 teilte die Niederösterreichische Landesregierung dem fürsterzbischöflichen Konsistorium mit, dass mit allerhöchstem Entschluss das Kloster aufgehoben wird. Erst nach dieser Aufhebung entwickelte sich der Himmelpfortgrund. 1825 kaufte der Magistrat den Himmelpfortgrund um 62.000 Gulden von der k. k. Staatsgüter-Administration und erwarb damit die Orts- und Grundobrigkeit.
Die Gegend an der Nussdorfer Straße rund um Schuberts Geburtshaus und rund um den Sobieskiplatz ist von der Stadt Wien als bauliche Schutzzone Himmelpfort-Grund definiert.
Der Komponist Franz Schubert wurde 1797 am Himmelpfortgrund geboren. Sein Geburtshaus gehört zu den vom Wien Museum verwalteten Wohnungen bekannter Musiker in Wien. Unweit davon entfernt, in der Säulengasse, befindet sich das (nunmehr als Schubert-Garage betriebene) ehemalige Schulgebäude, wo er als Schulgehilfe seines Vaters arbeitete und auch einige Werke komponierte.
Weiters befindet sich hier die Privatkrankenanstalt Sanatorium Hera.